# Vlaams-Brabant

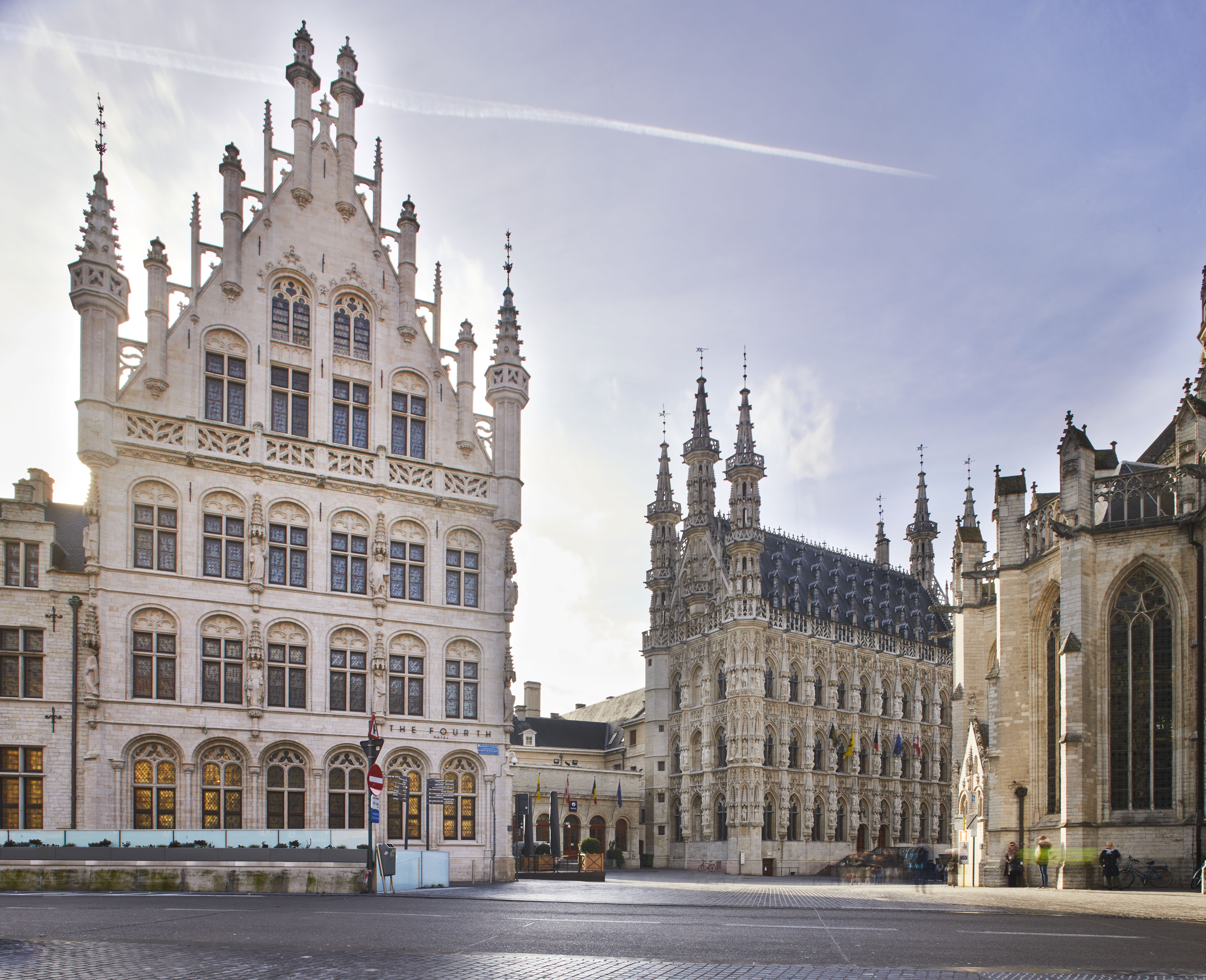
Stadhuis van Leuven.

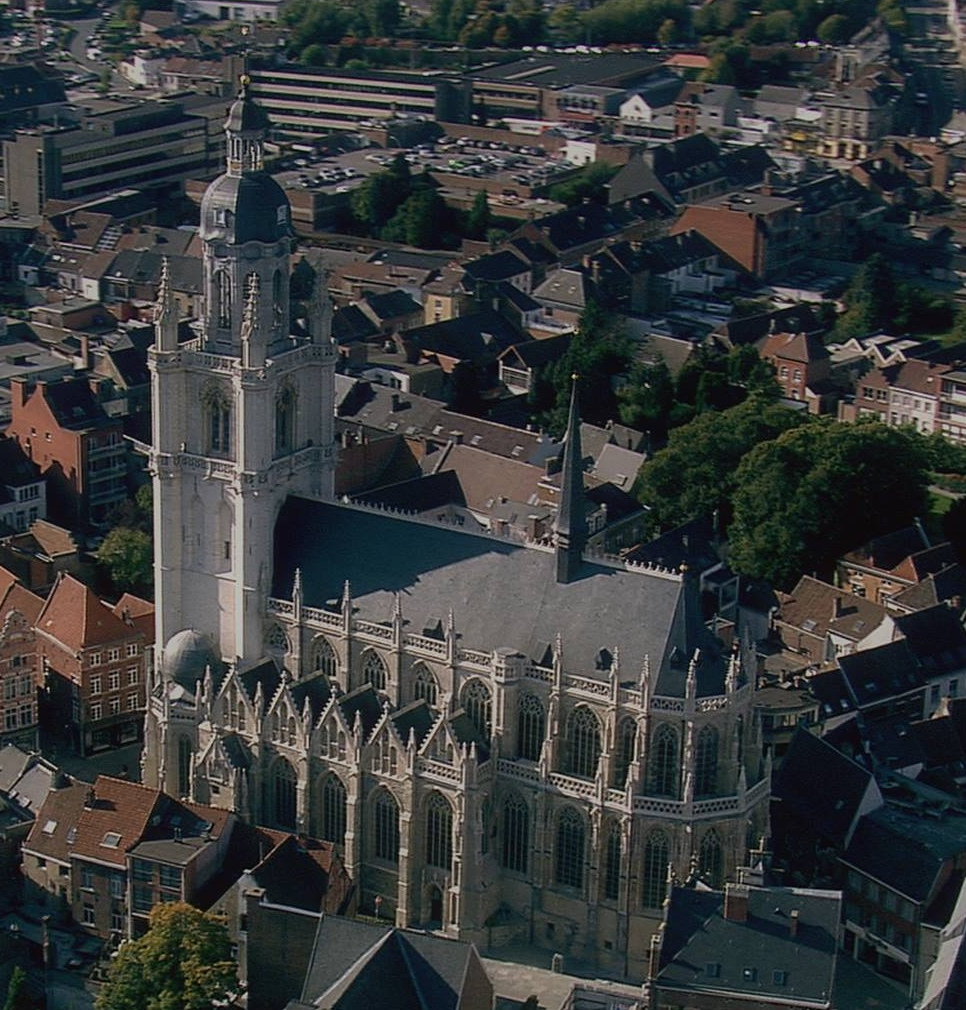
De Sint-Martinusbasiliek te Halle

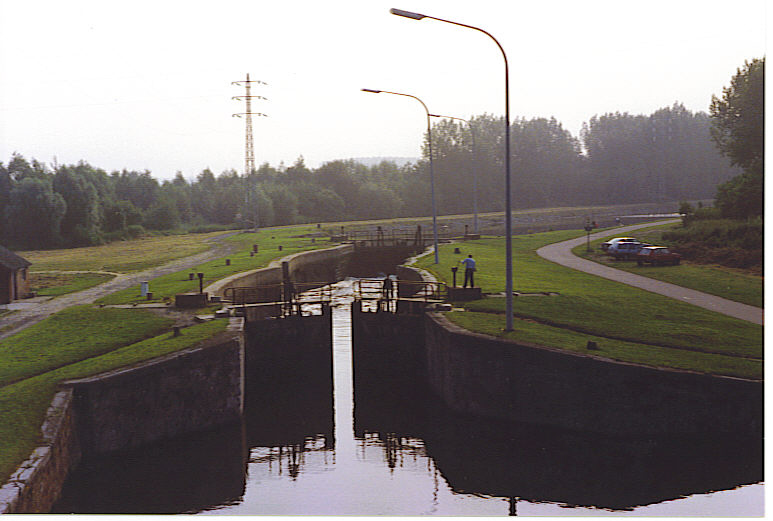
Het Kanaal Leuven-Dijle aan het sas te Kampenhout

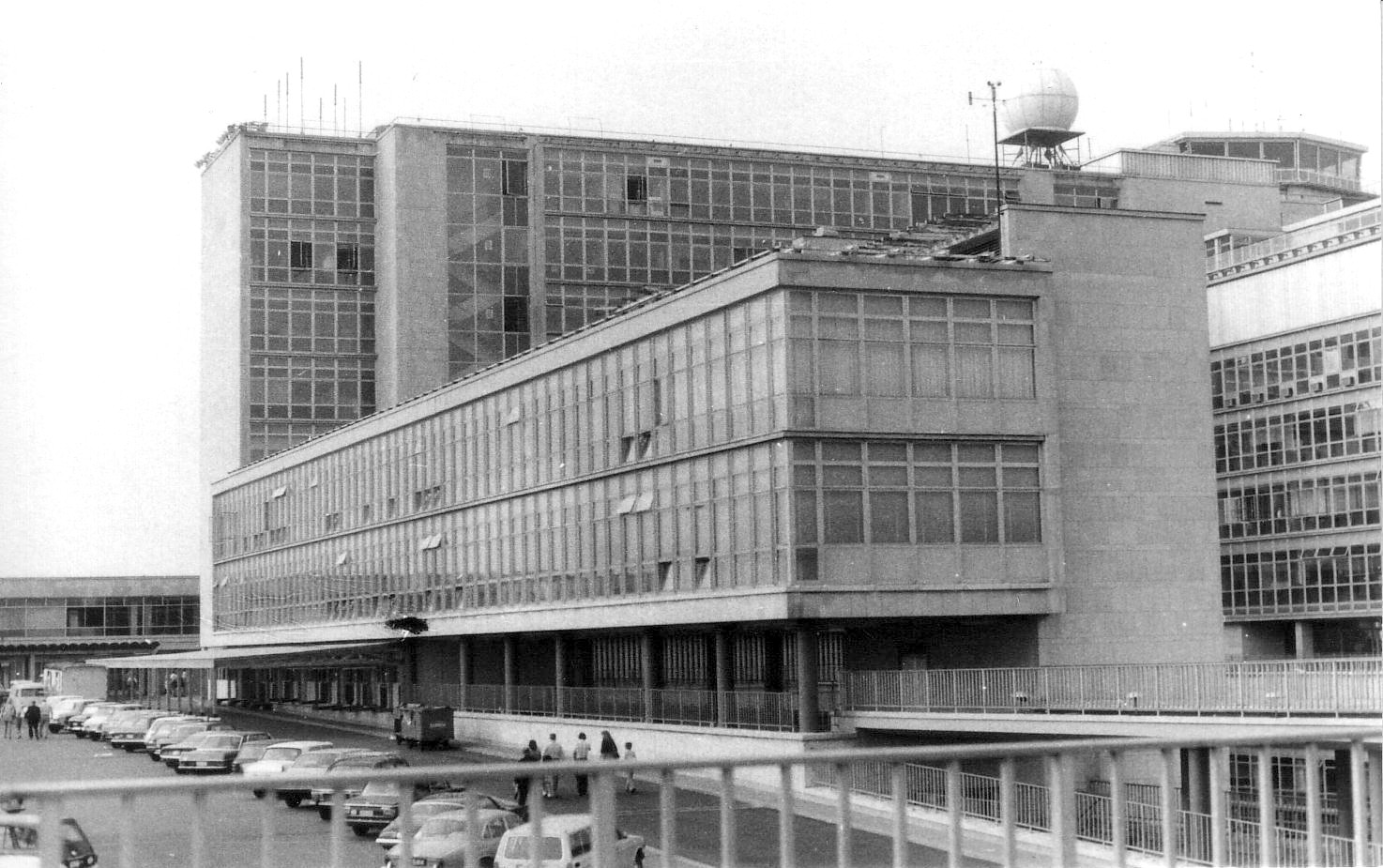
Het hoofdgebouw van Brussels Airport te Zaventem anno 1974

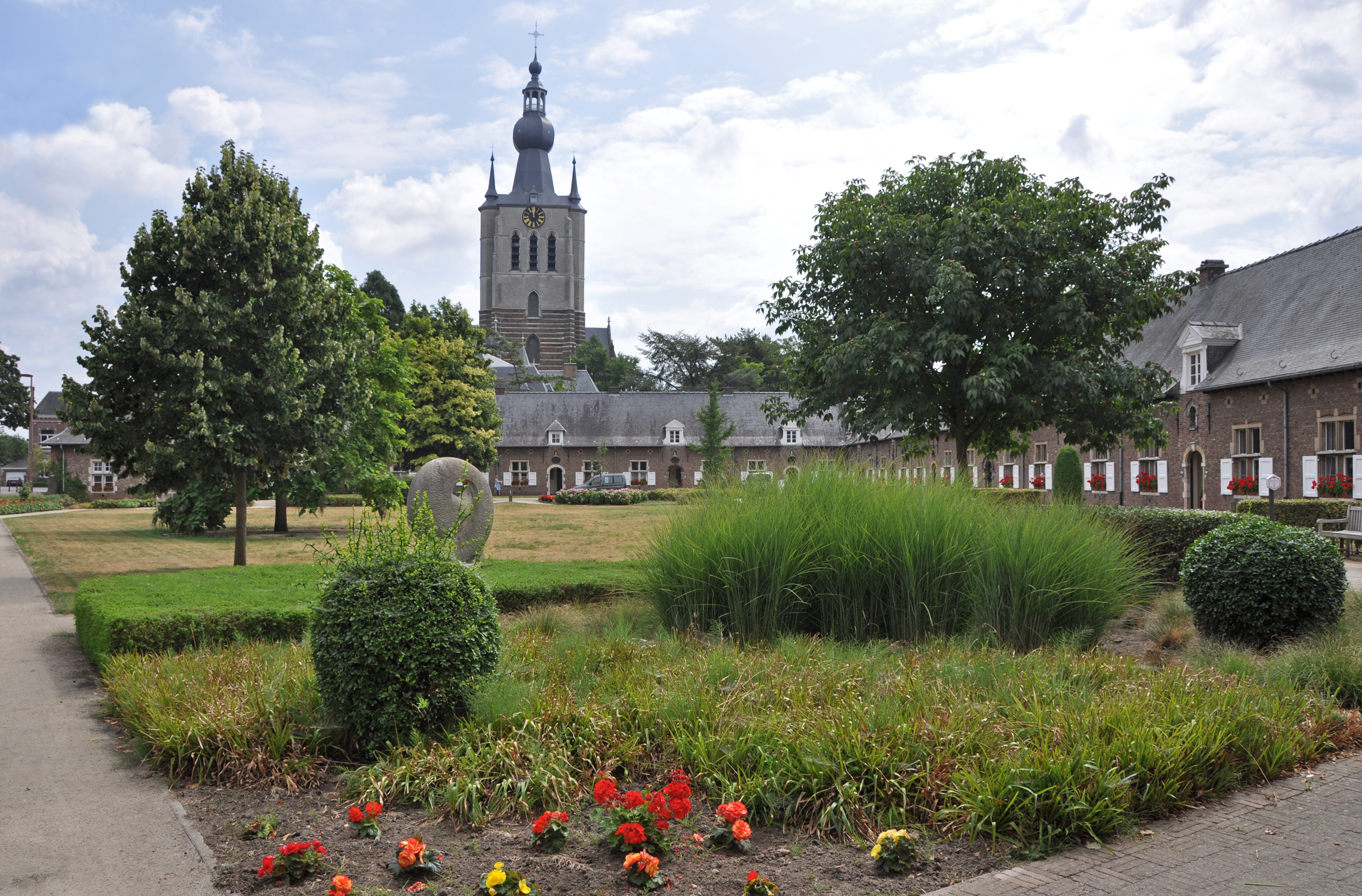
Het begijnhof en de toren van de Onze-Lieve-Vrouwkerk te Aarschot

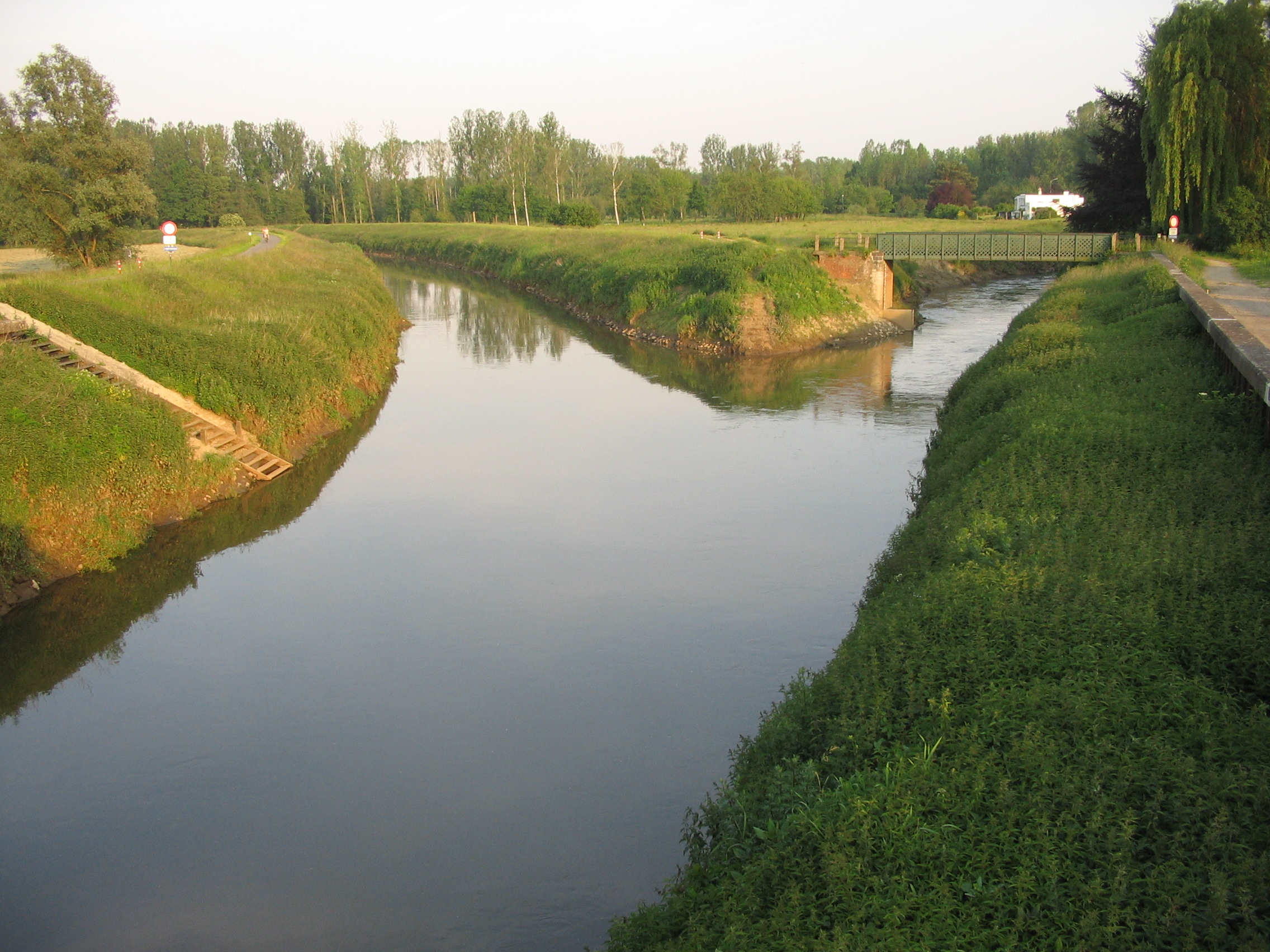
De monding van de Demer (links) in de Dijle (rechts) te Werchter

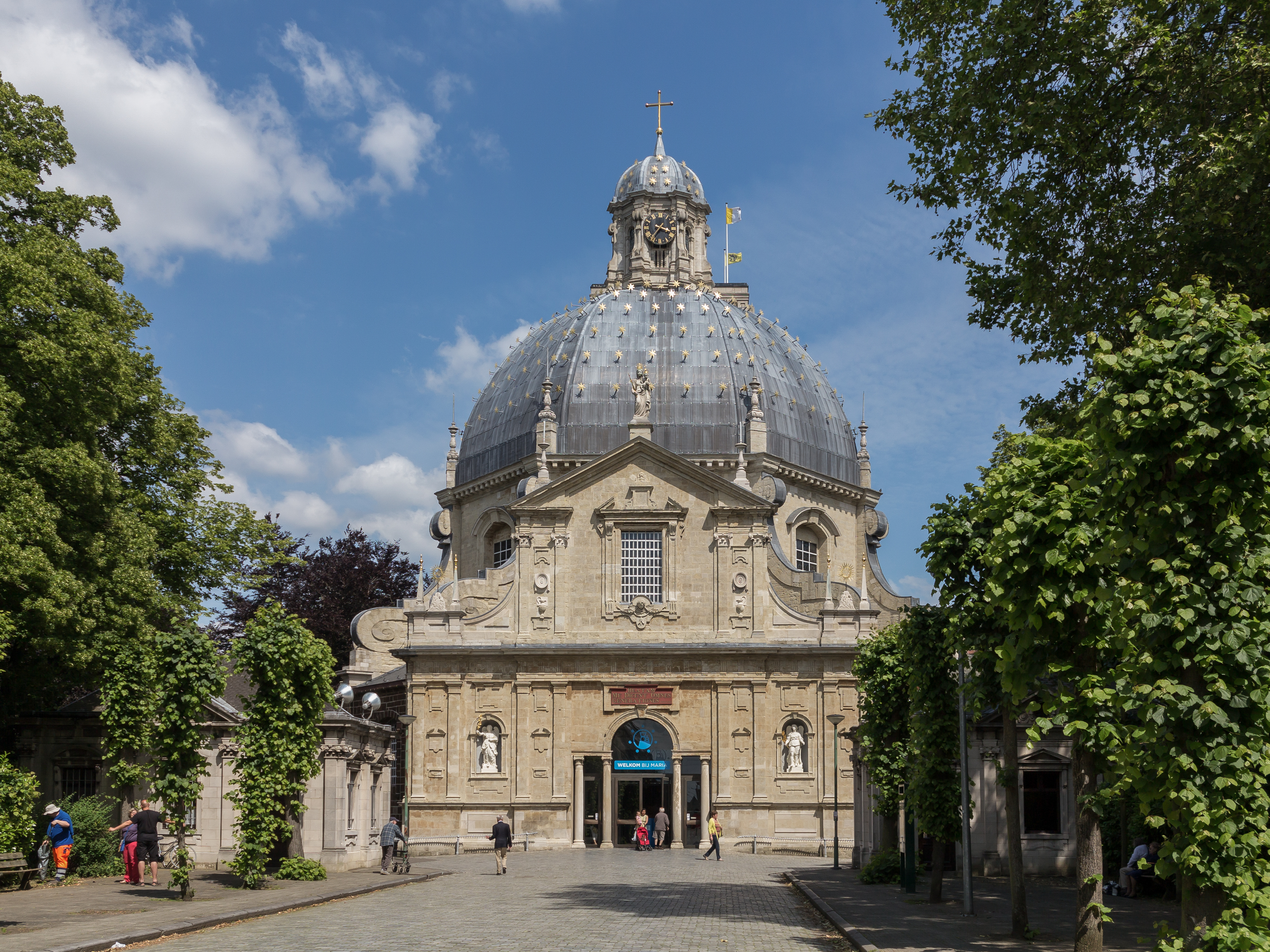
De Onze-Lieve-Vrouwbasiliek te Scherpenheuvel

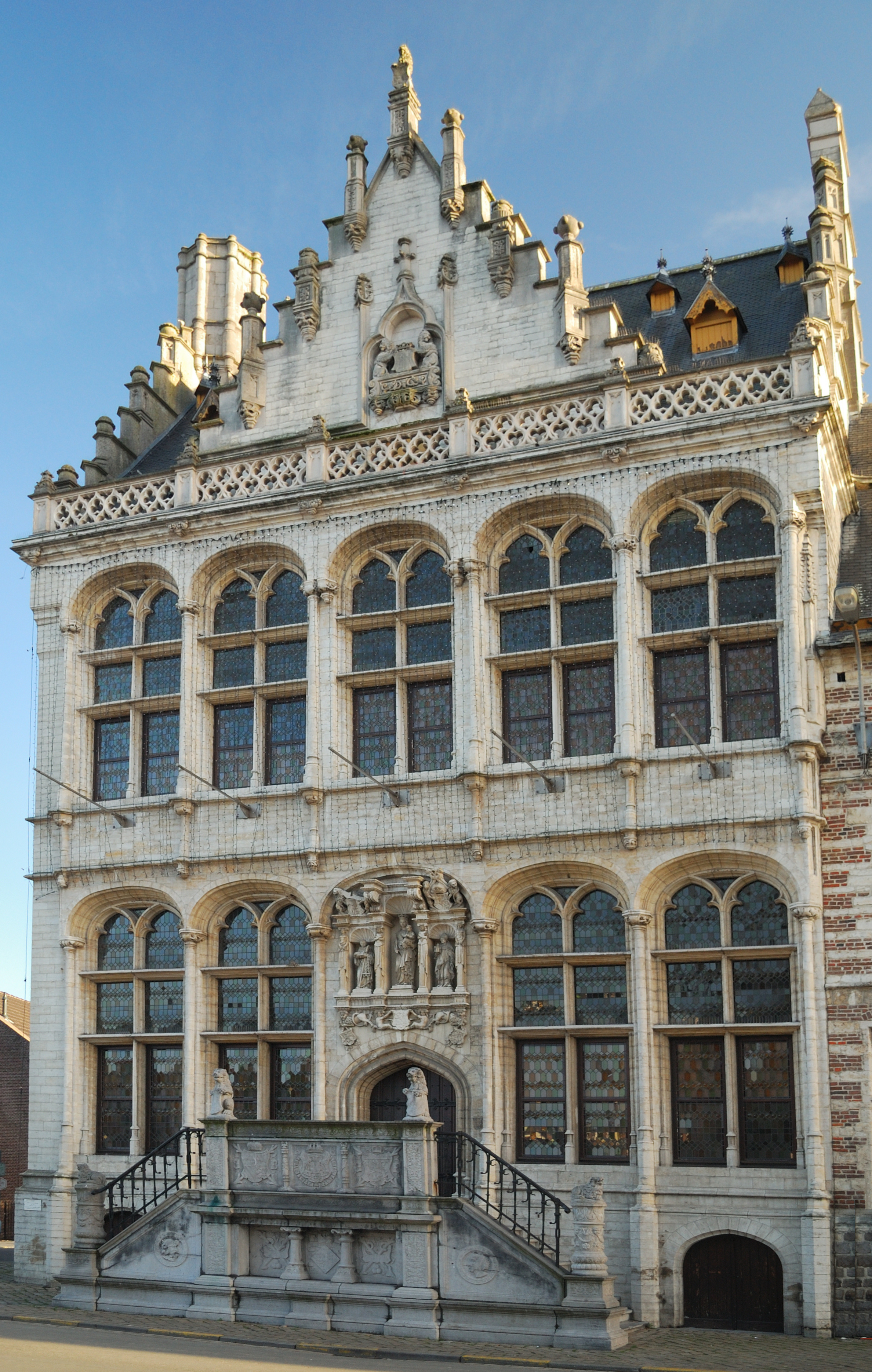
Stadhuis van Zoutleeuw

Vlaams-Brabant (Frans: Brabant flamand), gelegen in het Vlaams Gewest, is de op een na kleinste van de Belgische provincies. In 1995 ontstaan uit de splitsing van Brabant, is het samen met Waals-Brabant de jongste provincie. Leuven fungeert als hoofdstad, andere noemenswaardige steden zijn Vilvoorde, Halle, Tienen, Diest en Aarschot. Het provincieloze Brussels Hoofdstedelijk Gewest wordt volledig omringd door Vlaams-Brabant.

## Toponymie
Vlaams verwijst naar het feit dat het om het Vlaamse gedeelte gaat van de voormalige provincie Brabant, die op 1 januari 1995 gesplitst werd.
De naam Brabant verwijst naar de voormalige provincie Brabant en het gelijknamige hertogdom Brabant. Etymologisch te verklaren als een afgeleide van Braecbant. Dit is een samenvoeging van braec, wat broek of drassig land betekent, en bant dat streek betekent.

## Geschiedenis
De provincie ontstond nadat de oude provincie Brabant gesplitst werd langs de taalgrens in een Vlaams deel (Vlaams-Brabant), een Waals deel (Waals-Brabant). Door de verfransing van Brussel tijdens de 19de en vroege 20ste eeuw kregen 19 gemeentes in de agglomeratie in de loop der tijd een officieel tweetalig statuut. Deze gemeenten maken sinds de splitsing van Brabant niet langer deel uit van een provincie, en vormen samen het Brussels Hoofdstedelijk Gewest. Deze scheiding voltrok zich op 1 januari 1995. De provincie Vlaams-Brabant behoort tot het Vlaams Gewest, de provincie Waals-Brabant tot het Waals gewest. Het Brussels Hoofdstedelijk Gewest wordt volledig omsloten door Vlaams-Brabants grondgebied.
Sinds 2003 is het provinciebestuur gevestigd in het nieuwe provinciehuis in Leuven.

## Geografie

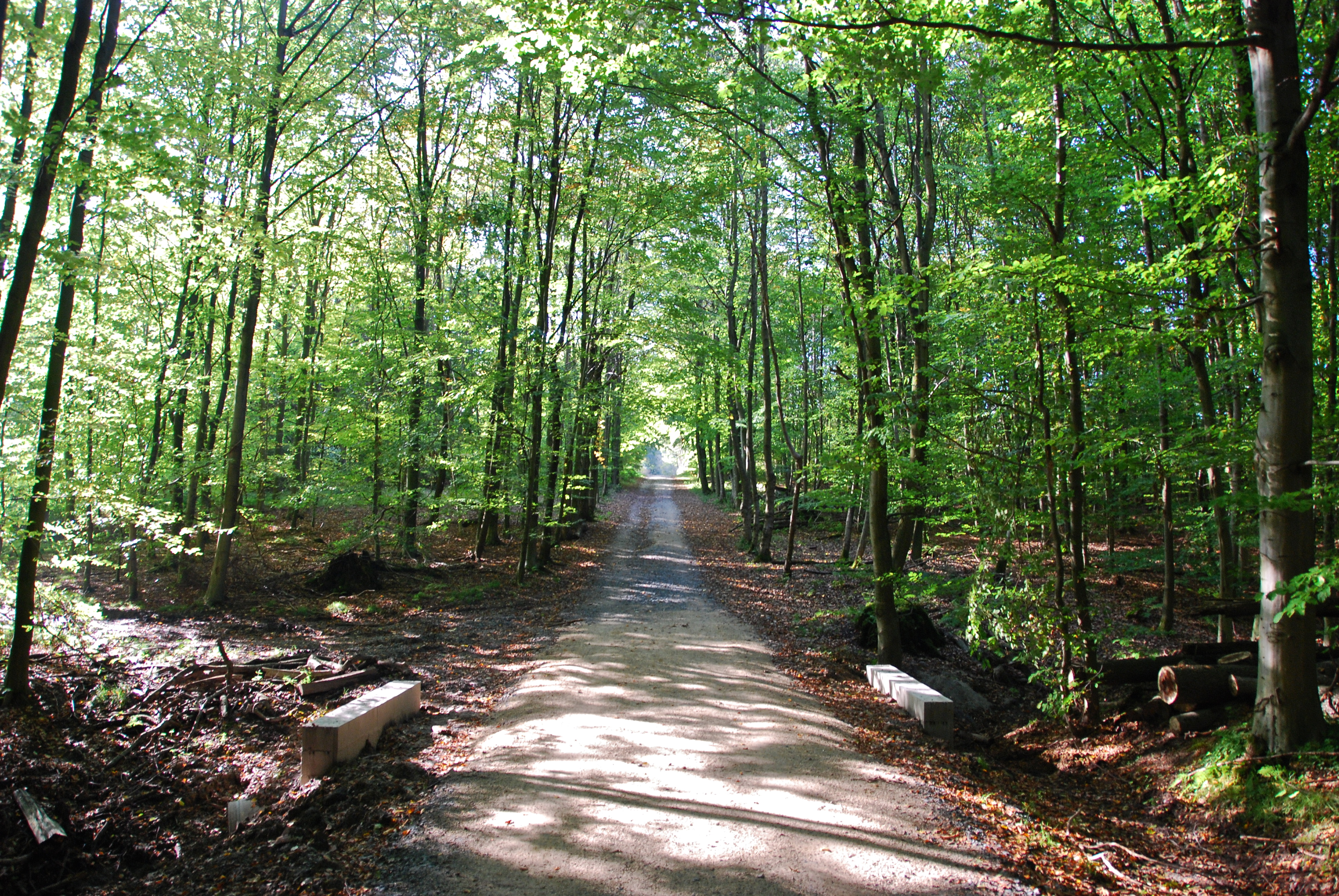
Het Zoniënwoud

### Topografie
De totale oppervlakte van de provincie bedraagt 2.118,35 km², de hoofdstad van de provincie is Leuven. De provincie heeft een langgerekte, enigszins rechthoekige vorm en meet van west naar oost ongeveer 90 km, terwijl van noord naar zuid de afstand in vogelvlucht ongeveer 40 km. bedraagt.
Het hoogste punt van de provincie is gelegen nabij het golfterrein van Sint-Genesius-Rode en bedraagt 142 m.

### Hydrografie
De Grote Gete komt de provincie binnen nabij Hoegaarden. Vervolgens stroomt ze door Tienen, Oplinter, Neerlinter, Drieslinter naar Budingen, alwaar ze over korte afstand de grens vormt met Helen-Bos. De Kleine Gete komt de provincie binnen te Ezemaal, voorts liggen aan haar oevers de dorpen Eliksem, Wange, Overhespen, Orsmaal, Helen-Bos, Zoutleeuw en Budingen. In deze gemeente komen beide rivieren samen en vormen er de Gete die even boven Halen, in de provincie Limburg, in de Demer uitmondt. Ook de Velpe, die ontstaat in het broek van Opvelp (bij Opvelp), mondt uit in de Demer nabij Zelk. De Demer zelf komt de provincie in het oosten binnen nabij de stad Diest. Ze vervolgt haar weg langs Zichem en Aarschot om nabij Werchter in de Dijle te vloeien.
De bron van de IJse bevindt zich in het Zoniënwoud en meer bepaald op de grens van Sint-Genesius-Rode en Hoeilaart. Vervolgens stroomt het riviertje langsheen Overijse, Huldenberg en Loonbeek. Ten noordoosten van de dorpskern van Neerijse vindt de uitmonding van het riviertje in de Dijle plaats. Een derde rivier die in de Dijle uitmondt is de Laan. Deze kruist de provinciegrens te Tombeek, passeert vervolgens in het dorp Terlanen en mondt uit te Sint-Agatha-Rode. Ten slotte is er ook nog de Voer die in het Zoniënwoud nabij Tervuren ontspringt. Vervolgens stroomt deze via Bertem naar Egenhoven. Vanaf daar stroomt ze min of meer evenwijdig met de Dijle richting Leuven. Zeer dicht bij elkaar gelegen dringen ze Leuven-centrum binnen, alwaar er een zichtbare verbinding is met de loop van de Dijle nabij de Leuvense Ring. De Dijle zelf verlaat de provincie Waals-Brabant te Florival. Vervolgens stroomt ze langs Ottenburg, Sint-Agatha-Rode, Sint-Joris-Weert en Oud-Heverlee naar Leuven. In deze stad draagt ze ±40 % van haar water af aan de Leuvense vaart. Hieropvolgend stroomt ze via Wijgmaal en Rotselaar naar Werchter alwaar ze het water van de Demer ontvangt. Vervolgens verlaat ze de provincie te Keerbergen.
De Vrouwvliet ontspringt in Begijnendijk en stroomt door de dorpen Baal, Tremelo, Grootlo, aldaar hopt ie even over de provinciegrens naar Schriek om nog even terug te keren naar Vlaams-Brabant te Keerbergen alwaar ze definitief de provincie verlaat. De Mark stroomt door de gemeenten Herne en Galmaarden. Aldaar verlaat ze de provincie richting Oost-Vlaanderen. De Zenne ten slotte komt de provincie binnen te Lembeek en stroomt vervolgens langs Halle, Buizingen, Lot, Beersel, Ruisbroek en Drogenbos. Hier verlaat ze de provincie richting het Brussels Hoofdstedelijk Gewest. Ze verlaat dit gewest te Haren en stroomt vervolgens langs Vilvoorde, Eppegem, Weerde en Zemst. In deze gemeente verlaat ze de provincie richting Antwerpen. De Zenne wordt op provinciaal grondgebied gevoed door de Maalbeek te Grimbergen, de Tangebeek te Borgt, de Woluwe te Vilvoorde, de Geleytsbeek en de Linkebeek te Drogenbos en de Molenbeek te Lot. Alle genoemde rivieren behoren tot het stroomgebied van de Schelde en tezamen opgeteld vormen ze ±990 km waterweg.
De westelijke grens van de provincie wordt ter hoogte van de gemeentes Roosdaal, Liedekerke en Affligem gevormd door de Dender. Op de grens van Liedekerke en Affligem mondt de Bellebeek uit in de Dender. Deze beek zorgt voor de afwatering van grote delen van de volgende gemeentes: Liedekerke, Ternat, Affligem, Asse, Dilbeek, Lennik en Roosdaal.
Naast het reeds genoemde kanaal Leuven-Dijle (de Leuvense vaart) doorkruisen ook nog het Kanaal Charleroi-Brussel en het Zeekanaal Brussel-Schelde (die samen het ABC-Kanaal vormen) de provincie.

### Pedologie
De pedologie stelt dat de bodem van de provincie in het oosten voornamelijk bestaat uit droge leemgronden en in het westen uit natte leemgronden en leemgronden op zand. De Noordelijke gemeentes hebben dan weer een natte zandleemgrond. Ten zuidoosten van Leuven is er een bijmenging van limonietzandsteen. Rond de grote rivieren (Zenne, Demer en Dijle) bestaat de bodem uit alluviale gronden.

### Stratigrafie
De stratigrafie stelt dat de gesteenten in de provincie zich tijdens diverse tijdsvakken vormden. Zo stamt het oostelijke gedeelte van de provincie grotendeels uit het plioceen en het westelijke gedeelte dan weer grotendeels uit het oligoceen. Dit geldt eveneens voor de directe omgeving van Asse. Beide worden gerekend tot de podzolgronden (askleurige bodems). De samenvloeiing van Demer en Dijle (en bij uitbreiding de bedding van alle grote rivieren) ten slotte heeft haar oorsprong in het Holoceen.

### Lithologie
De lithologie stelt dat het grootste deel van de bodemoppervlakte in de provincie uit tertiair en pleistoceen zand bestaat. De noordelijke rand van de provincie daarentegen bestaat uit tertiaire klei. De gronden nabij de belangrijkste rivieren bestaan uit rivieralluvia.

### Geografische streken
Het grootste deel van de provincie maakt deel uit van de Brabantse leemstreek. Het noordwestelijke gedeelte wordt gerekend tot Zandlemig Vlaanderen. Het zuidwestelijke gedeelte tot het Pajottenland. Het noordoostelijke gedeelte behoort tot het Hageland (met enkele gemeenten, die op de noordelijke rechteroever van de Demer liggen, in de Zuiderkempen) en het zuidoostelijke gedeelte tot Droog Haspengouw. De centraal-noordelijke gemeenten ten slotte worden tot de Groentestreek gerekend.

### Administratieve indeling
Vlaams-Brabant bestaat uit 65 gemeenten, waarvan 30 in het arrondissement Leuven en 35 in het arrondissement Halle-Vilvoorde.

#### Arrondissementen

##### Administratieve arrondissementen

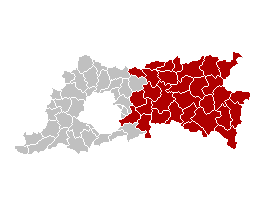
Arrondissement Leuven
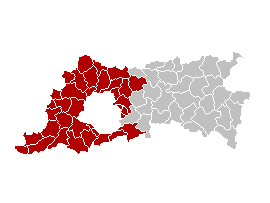
Arrondissement Halle-Vilvoorde

##### Bevolking per arrondissement
| Arrondissement           | Inwoners (1/1/2025) | Opp. km² | Inw./km² |
| ------------------------ | ------------------- | -------- | -------- |
| Halle-Vilvoorde          | 673.503             | 949,11   | 709,6    |
| Leuven                   | 531.038             | 1.169,24 | 454,2    |
| Provincie Vlaams-Brabant | 1.204.541           | 2.118,35 | 568,6    |

##### Gerechtelijke arrondissementen

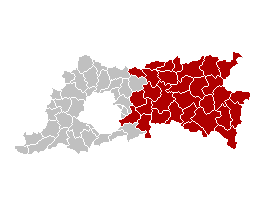
Leuven
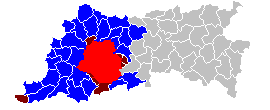
Brussel

#### Provinciedistricten
Door het Kiesdecreet van 2011 werd vanaf de provincieraadsverkiezingen 2012 de provincie opgedeeld in 2 kiesarrondissementen en 5 provinciedistricten:
| Kiesarrondissementen | Provinciedistrict | Zetels |
| -------------------- | ----------------- | ------ |
| Halle-Vilvoorde      | Halle             | 21     |
| Halle-Vilvoorde      | Vilvoorde         | 19     |
| Leuven               | Leuven            | 13     |
| Leuven               | Diest             | 12     |
| Leuven               | Tienen            | 7      |
| TOTAAL               |                   | 72     |

#### Kantons
- Leuven
- Diest
- Aarschot
- Haacht
- Tienen
- Glabbeek
- Landen
- Zoutleeuw
- Halle
- Asse
- Lennik
- Vilvoorde
- Meise
- Zaventem

#### Gemeenten
Gemeenten met een stadstitel hebben "(stad)" achter de naam.
1. Aarschot (stad)
2. Affligem
3. Asse
4. Beersel
5. Begijnendijk
6. Bekkevoort
7. Bertem
8. Bever
9. Bierbeek
10. Boortmeerbeek
11. Boutersem
12. Diest (stad)
13. Dilbeek
14. Drogenbos
15. Galmaarden
16. Geetbets
17. Glabbeek
18. Gooik
19. Grimbergen
20. Haacht
21. Halle (stad)
22. Herent
23. Herne
24. Hoegaarden
25. Hoeilaart
26. Holsbeek
27. Huldenberg
28. Kampenhout
29. Kapelle-op-den-Bos
30. Keerbergen
31. Kortenaken
32. Kortenberg
33. Kraainem
34. Landen (stad)
35. Lennik
36. Leuven (stad)
37. Liedekerke
38. Linkebeek
39. Linter
40. Londerzeel
41. Lubbeek
42. Machelen
43. Meise
44. Merchtem
45. Opwijk
46. Oud-Heverlee
47. Overijse
48. Pepingen
49. Roosdaal
50. Rotselaar
51. Scherpenheuvel-Zichem (stad)
52. Sint-Genesius-Rode
53. Sint-Pieters-Leeuw
54. Steenokkerzeel
55. Ternat
56. Tervuren
57. Tielt-Winge
58. Tienen (stad)
59. Tremelo
60. Vilvoorde (stad)
61. Wemmel
62. Wezembeek-Oppem
63. Zaventem
64. Zemst
65. Zoutleeuw (stad)

### Aangrenzende provincies
| Aangrenzende provincies | Aangrenzende provincies | Aangrenzende provincies | Aangrenzende provincies | Aangrenzende provincies |
| ----------------------- | ----------------------- | ----------------------- | ----------------------- | ----------------------- |
|                         |                         | Antwerpen               |                         |                         |
|                         |                         |                         |                         |                         |
| Oost-Vlaanderen         | Limburg                 |                         |                         |                         |
|                         |                         |                         |                         |                         |
| Henegouwen              |                         | Waals-Brabant           |                         | Luik                    |

Daarnaast ligt in het hart van de provincie het Brussels Hoofdstedelijk Gewest.

## Demografie

### Evolutie van het inwonertal sinds de creatie van de provincie
Inwonersaantal × 1000
- Bron:NIS - Opm.: inwoneraantal op 1 januari

### Evolutie van het inwonertal sinds 1831
Hieronder is de demografische evolutie weergegeven op basis van de gemeenten die deel uitmaken van de provincie zoals ze in 1995 gecreëerd werd.
Inwonersaantal × 1000
- Bron:NIS - Opm:1831 t/m 1981=volkstellingen; vanaf 1990= inwoneraantal per 1 januari

| Inwoners van jaar tot jaar op 1 januari - 1992 tot heden | Inwoners van jaar tot jaar op 1 januari - 1992 tot heden | Inwoners van jaar tot jaar op 1 januari - 1992 tot heden |
| Jaar                                                     | Aantal                                                   | Index (1992=index 100)                                   |
| -------------------------------------------------------- | -------------------------------------------------------- | -------------------------------------------------------- |
| 1992                                                     | 976.956                                                  | 100,0                                                    |
| 1993                                                     | 982.943                                                  | 100,6                                                    |
| 1994                                                     | 989.252                                                  | 101,3                                                    |
| 1995                                                     | 995.264                                                  | 101,9                                                    |
| 1996                                                     | 999.185                                                  | 102,3                                                    |
| 1997                                                     | 1.004.692                                                | 102,8                                                    |
| 1998                                                     | 1.007.882                                                | 103,2                                                    |
| 1999                                                     | 1.011.588                                                | 103,5                                                    |
| 2000                                                     | 1.014.704                                                | 103,9                                                    |
| 2001                                                     | 1.018.403                                                | 104,2                                                    |
| 2002                                                     | 1.022.821                                                | 104,7                                                    |
| 2003                                                     | 1.027.839                                                | 105,2                                                    |
| 2004                                                     | 1.031.904                                                | 105,6                                                    |
| 2005                                                     | 1.037.786                                                | 106,2                                                    |
| 2006                                                     | 1.044.133                                                | 106,9                                                    |
| 2007                                                     | 1.052.467                                                | 107,7                                                    |
| 2008                                                     | 1.060.168                                                | 108,5                                                    |
| 2009                                                     | 1.068.838                                                | 109,4                                                    |
| 2010                                                     | 1.076.924                                                | 110,2                                                    |
| 2011                                                     | 1.086.446                                                | 111,2                                                    |
| 2012                                                     | 1.094.751                                                | 112,1                                                    |
| 2013                                                     | 1.101.280                                                | 112,7                                                    |
| 2014                                                     | 1.107.266                                                | 113,3                                                    |
| 2015                                                     | 1.114.299                                                | 114,1                                                    |
| 2016                                                     | 1.121.693                                                | 114,8                                                    |
| 2017                                                     | 1.129.849                                                | 115,6                                                    |
| 2018                                                     | 1.138.489                                                | 116,5                                                    |
| 2019                                                     | 1.146.175                                                | 117,3                                                    |
| 2020                                                     | 1.155.843                                                | 118,3                                                    |
| 2021                                                     | 1.162.084                                                | 118,9                                                    |
| 2022                                                     | 1.173.440                                                | 120,1                                                    |
| 2023                                                     | 1.187.483                                                | 121,5                                                    |
| 2024                                                     | 1.196.773                                                | 122,5                                                    |
| 2025                                                     | 1.204.541                                                | 123,3                                                    |

### Bevolkingsdichtheid
De bevolkingsdichtheid van het arrondissement Halle-Vilvoorde bedraagt 714 inw/km², voor het arrondissement Leuven bedraagt dit 457 inw/km². De dichtstbevolkte gemeenten (meer dan 1500 inw/km²) zijn Kraainem, Wezembeek-Oppem, Drogenbos, Wemmel, Vilvoorde en Leuven.

### Bevolkingssamenstelling

Bevolkingspiramide

- De groene druk (het aantal 0-19-jarigen ten opzichte van de 20-59-jarigen) is het hoogst in de gemeenten Beersel, Sint-Genesius-Rode, Drogenbos, Linkebeek, Vilvoorde, Machelen, Hoeilaart, Kraainem, Wezembeek-Oppem, Tervuren en Overijse.
- De grijze druk (het aantal 60+ ten opzichte van de 20-59-jarigen) daarentegen is het hoogst in de gemeenten Herne, Dilbeek, Drogenbos, Wemmel, Grimbergen, Aarschot, Scherpenheuvel-Zichem, Bekkevoort, Kortenaken en Tienen.

De gemiddelde levensverwachting voor de Vlaams-Brabander torent boven het Vlaamse gemiddelde uit en bedraagt net geen 81 jaar.

### Migratie
Het aantal niet-Belgen in de provincie bedraagt ± 64.200 (oftewel 6,1% van de totale bevolking), in het arrondissement Leuven is dat 4,7% en in het arrondissement Halle-Vilvoorde 7,2%. Ruim 75% (48.150) van de niet-Belgen in de provincie zijn Europeanen, de overige 25% (16050) vertegenwoordigen de rest van de wereld. 14,3% heeft de Nederlandse nationaliteit, 10,1% heeft de Italiaanse, 8,7% de Franse, 9,8% de Britse, 7,7% de Spaanse of Portugese en 14,2% komt uit elders in Europa. Daarnaast komt 4% uit Noord-Amerika, 7,2% uit Azië (-Turkije), 5,5% uit Afrika (-Marokko), 1,7% uit Centraal- of Zuid-Amerika en ten slotte 6,3% uit Marokko of Turkije. De provincie telt 21,2% van het totale aantal niet-Belgen in Vlaanderen.
- De gemeenten met meer dan 4% niet-Belgische inwoners zijn Wemmel, Vilvoorde, Kraainem, Machelen, Zaventem, Wezembeek-Oppem, Steenokkerzeel, Sint-Genesius-Rode, Drogenbos en Leuven.
- De gemeenten met 2,01% tot 4% niet-Belgische inwoners zijn Asse, Dilbeek, Halle, Beersel, Linkebeek, Hoeilaart, Overijse, Tervuren, Grimbergen en Diest.
- De gemeenten met 0,70% tot 2% niet-Belgische inwoners zijn Herne, Ternat, Liedekerke, Meise, Kampenhout, Steenokkerzeel, Herent, Kortenberg, Huldenberg, Tremelo, Bertem en Tienen.
- De gemeenten met 0,51% tot 0,69% niet-Belgische inwoners zijn Boutersem, Lennik, Scherpenheuvel-Zichem, Affligem, Liedekerke, Opwijk, Merchtem, Zemst, Landen, Boortmeerbeek, Keerbergen, Aarschot, Rotselaar, Oud-Heverlee en Bierbeek.
- De gemeenten met minder dan 0,50% niet-Belgische inwoners ten slotte zijn Londerzeel, Kapelle-op-den-Bos, Haacht, Begijnendijk, Gooik, Galmaarden, Bever, Pepingen, Holsbeek, Tielt-Winge, Bekkevoort, Kortenaken, Geetbets, Zoutleeuw, Linter en Hoegaarden.

## Cultuur

### Taal
De enige officiële taal is het Nederlands. Het Brussels Hoofdstedelijk Gewest vormt een officieel tweetalige enclave in Vlaams-Brabant, maar maakt er geen deel van uit. De verfransing van Brussel heeft zich uitgebreid tot in de Rand, waar in enkele gemeenten de Franstaligen taalfaciliteiten genieten. De laatste decennia vestigden er zich niet-geringe aantallen immigranten en buitenlanders. De groep inwijkelingen valt sociologisch en demografisch uiteen in vier grote groepen: (1) Nederlandstaligen die dichter bij hun werk in Brussel komen wonen of die precies uit Brussel vertrekken, (2) Franstaligen, eveneens afkomstig uit Brussel en ook uit Wallonië, (3) Noord-Amerikaanse en EU-burgers, werkzaam voor internationale bedrijven en Europese instellingen en dikwijls hier voor slechts enkele jaren, en (4) Noord-Afrikaanse en Turkse immigranten, die vaak ook eerst in Brussel gewoond hebben.

### Dialect
Het dialect is het Brabants. Dit wordt voornamelijk door de oudere generatie nog als omgangstaal gebruikt. In een groot deel van de provincie spreekt men Zuid-Brabantse dialecten zoals het Leuvens, waarin de ei, ij en ui als zeer wijde diftongen worden gerealiseerd. In het oosten van de provincie (Tienen en omgeving) hoort men echter Getelands, ofwel Brabants met Limburgse invloeden (zie ook Tiens).

### Evenementen
- Rock Werchter, het op een na grootste muziekfestival van België vindt plaats te Werchter. Het werd voor de eerste maal georganiseerd in 1974 onder de naam Torhout-Werchter. Bekende artiesten die hier optraden zijn onder andere Talking Heads (1978 & '82), U2 (1982, '83 & '85), The Ramones (1985), Mano Negra (1990), Red Hot Chili Peppers (1992 & '96) en Metallica (2003).
- Werchter Boutique, een muziekfestival dat zich op families richt te Werchter. het wordt georganiseerd op de terreinen van Rock Werchter. Bekende artiesten die hier optraden zijn onder andere Doe Maar en Tokio Hotel (2008), Madonna (2009) en Prince (2010).
- TW Classic eveneens een festival dat samenhangt met Rock Werchter. Bekende artiesten die hier optraden zijn Clouseau (2002), Bryan Adams (2002 & '06), The Rolling Stones (2003) & The Police (2008).
- Het Festival van Vlaanderen, een jaarlijks weerkerend muziekfestival met een diverse programmering aan hedendaagse muziek, geluidskunst, orgelmuziek, muziektheater, jazz en cross-overs met film, dans en beeldende kunst.
- Aarschot Volkoren, een gratis, tweejaarlijks korenfestival dat georganiseerd wordt in Aarschot. Het grootste in zijn soort in België.
- Marktrock, een muziekfestival te Leuven met podia onder andere op de Oude Markt en Vismarkt. Bekende artiesten die hier optraden zijn onder andere Clouseau (1987), The Kinks (1990), Coolio (1997), The Wailers en Ringo Starr (1998), James Brown (2001), Elvis Costello (2002) en Gabriel Ríos (2004,'05 & '07)
- Rock Affligem een muziekfestival te Affligem
- Rock Liedekerke een muziekfestival te Liedekerke
- Rock Ternat een muziekfestival te Ternat
- Suikerrock een muziekfestival te Tienen
- Carnaval te Halle
- Voodoo village te Humbeek

## Politiek
Het provinciebestuur is gevestigd in Leuven en zetelt in het Provinciehuis. Bij het station van Leuven staat het Dirk Boutsgebouw met daarin het Vlaams Administratief Centrum (VAC) van de Vlaamse overheid.

### Structuur
| Vlaams-Brabant   | Vlaams-Brabant   | Supranationaal         | Nationaal                         | Nationaal                | Gemeenschap              | Gewest                   | Provincie              | Arrondissement                          | Provinciedistrict                       | Kanton                 | Gemeente        | District         |
| ---------------- | ---------------- | ---------------------- | --------------------------------- | ------------------------ | ------------------------ | ------------------------ | ---------------------- | --------------------------------------- | --------------------------------------- | ---------------------- | --------------- | ---------------- |
| Administratief   | Niveau           | Europese Unie          | België                            | België                   | Vlaanderen               | Vlaanderen               | Vlaams-Brabant         | Leuven Halle-Vilvoorde                  | Leuven Halle-Vilvoorde                  | Leuven Halle-Vilvoorde | 65              | -                |
| Administratief   | Bestuur          | Europese Commissie     | Belgische regering                | Belgische regering       | Vlaamse regering         | Vlaamse regering         | Deputatie              | Deputatie                               | Deputatie                               | Deputatie              | Gemeentebestuur | Districtscollege |
| Administratief   | Raad             | Europees Parlement     | Kamer van volksvertegenwoordigers | Vlaams Parlement         | Vlaams Parlement         | Vlaams Parlement         | Provincieraad          | Provincieraad                           | Provincieraad                           | Provincieraad          | Gemeenteraad    | Districtsraad    |
| Kiesomschrijving | Kiesomschrijving | Nederlands Kiescollege | Kieskring Vlaams-Brabant          | Kieskring Vlaams-Brabant | Kieskring Vlaams-Brabant | Kieskring Vlaams-Brabant | Leuven Halle-Vilvoorde | Leuven, Diest, Tienen, Halle, Vilvoorde | Leuven, Diest, Tienen, Halle, Vilvoorde | 14                     | 65              | -                |
| Verkiezing       | Verkiezing       | Europese               | Federale                          | Federale                 | Vlaamse                  | Vlaamse                  | Provincieraads-        | Provincieraads-                         | Provincieraads-                         | Provincieraads-        | Gemeenteraads-  | Districtsraads-  |

### Gouverneurs
| Nr. | Gouverneur               | Ambtstermijn | Ambtstermijn | Partij | Partij |
| --- | ------------------------ | ------------ | ------------ | ------ | ------ |
| 1   | Lodewijk De Witte (1954) | 1995         | 2020         |        | sp.a   |
| 2   | Jan Spooren (1969)       | 2020         | heden        |        | N-VA   |

#### Adjunct van de gouverneur
De adjunct van de gouverneur ziet toe op de taalrechten van de Franstaligen in de zes faciliteitengemeenten rond Brussel. Het gaat om Drogenbos, Kraainem, Linkebeek, Sint-Genesius-Rode, Wemmel en Wezembeek-Oppem.
| Nr. | Adjunct                  | Ambtstermijn | Ambtstermijn | Partij | Partij |
| --- | ------------------------ | ------------ | ------------ | ------ | ------ |
| 1   | Guy Desolre (1939-2016)  | 1995         | 2005         |        | PS     |
| 2   | Valérie Flohimont (1972) | 2005         | 2021         |        | PS     |
| 2   | Fabienne Walravens       | 2021         | heden        |        |        |

### Provincieraad en deputatie

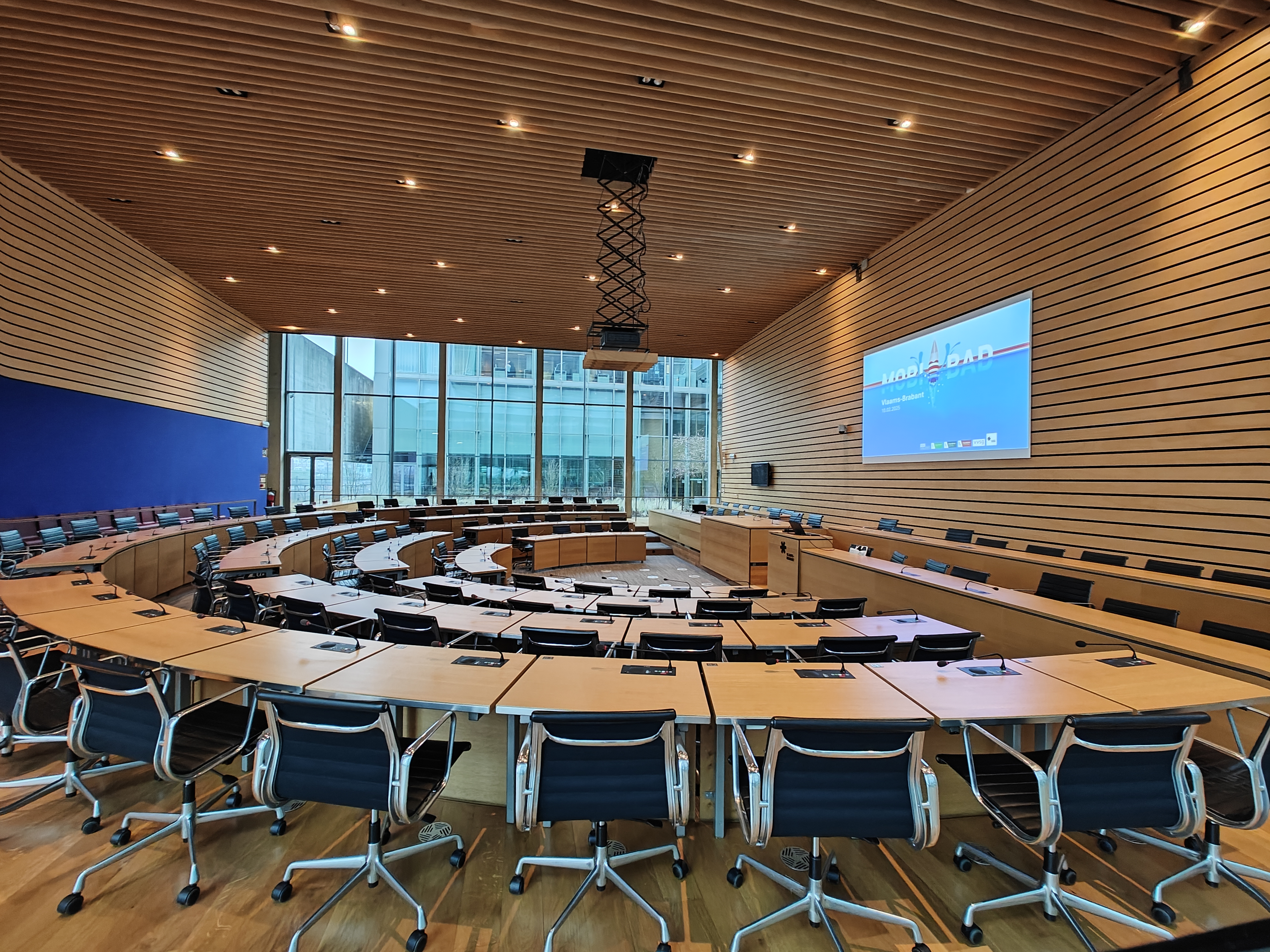
De provincieraadzaal

De provincieraad van Vlaams-Brabant wordt elke zes jaar rechtstreeks verkozen, voor het eerst op 9 oktober 1994.
Het dagelijks bestuur is in handen van de deputatie van de provincieraad. Die bestaat uit leden verkozen door de provincieraad en wordt voorgezeten door de gouverneur, die benoemd wordt door de Vlaamse Regering.
Deze organen zetelen in het Provinciehuis te Leuven.

#### Legislatuur 2024-2030
Tijdens de lokale verkiezingen van 13 oktober 2024 werd opnieuw in twee kiesdistricten de provincieraad gekozen. In Halle-Vilvoorde koos men 20 zetels en in Leuven 16 zetels. Karin Brouwers (CD&V) werd voorzitter van de provincieraad.
De deputatie wordt gevormd door een coalitie van N-VA, Open Vld en CD&V en telt vier leden:
| Naam            | Partij | Partij   | Functie en bevoegdheden |
| --------------- | ------ | -------- | --- |
| Gunther Coppens |        | N-VA     | Gedeputeerde Financiën, Vlaams Karakter, Wonen, Economie en Ruimtelijke Planning |
| Tom Dehaene     |        | CD&V     | Gedeputeerde PIVO, Landbouw, Platteland en Streekproducten, Waterlopen, Toerisme, Personeel en Organisatie, Provinciaal Plattelandscentrum Peerenbosch en Praktijkpunt Landbouw Vlaams-Brabant, Buurt- en Voetwegen, Omgevingsvergunningen: dossiers in beroep Halle-Vilvoorde, Welzijn op het Werk IDWM - Provinciaal Comité ter Bevordering van Arbeid, Steunpunt Data & Analyse en Informatiebeleid |
| Ann Schevenels  |        | Open VLD | Gedeputeerde Provinciedomeinen, Recreatie, Provinciaal Patrimonium, Facilitair Beheer, Communicatie, Juridische Dienst, Slimme Regio, Internationalisering en Europa |
| Bart Nevens     |        | N-VA     | Gedeputeerde Leefmilieu, Dierenwelzijn, Mobiliteit, Onderwijs, Erfgoed, Uitleendienst, Omgevingsvergunningen arrondissement Leuven |

#### Legislatuur 2018-2024
Na de hervorming van 2017 telt de provincieraad slechts 36 leden, die op 14 oktober 2018 werden verkozen in twee kiesdistricten: Halle-Vilvoorde (20 zetels) en Leuven (16 zetels). Linda De Dobbeleer-Van den Eede (N-VA) was de voorzitter van de provincieraad.
De deputatie bestaat uit 4 leden en wordt gevormd door een coalitie van N-VA, Open Vld en CD&V:
- Monique Swinnen (CD&V), in 2021 opgevolgd door Gunther Coppens (N-VA)
- Tom Dehaene (CD&V)
- Ann Schevenels (Open Vld)
- Bart Nevens (N-VA)

#### Legislatuur 2012-2018
De provincieraad telde 72 zetels, verkozen op 14 oktober 2012 in de provinciedistricten Halle, Vilvoorde, Leuven, Diest en Tienen. An Hermans (CD&V) was voorzitter van de provincieraad in de eerste helft van de legislatuur, Chris Taes (CD&V) in de tweede helft.
De deputatie telde 6 leden en werd gevormd door een coalitie tussen CD&V, sp.a, Open Vld en Groen:
- Monique Swinnen (CD&V)
- Ann Schevenels (Open Vld)
- Marc Florquin (sp.a)
- Tom Dehaene (CD&V)
- Tie Roefs (Groen)
- Walter Zelderloo (Open Vld)

### Verkiezingsuitslagen

#### Provincieraadsverkiezingen sinds 1994
| Partij of kartel    | Partij of kartel               | 1994   | 1994  | 2000   | 2000  | 2006   | 2006  | 2012   | 2012  | 2018  | 2018  |
| % Stemmen \| Zetels | % Stemmen \| Zetels            | %      | 75    | %      | 84    | %      | 84    | %      | 72    | %     | 36    |
| ------------------- | ------------------------------ | ------ | ----- | ------ | ----- | ------ | ----- | ------ | ----- | ----- | ----- |
|                     | CVP1 / CD&V2 / CD&V-N-VA3      | 27,691 | 23    | 23,871 | 22    | 29,353 | 25    | 19,502 | 15    | 17,62 | 7     |
|                     | VLD 1/ VLD-Vivant 2/ Open VLD3 | 19,931 | 17    | 24,551 | 21    | 19,202 | 17    | 16,803 | 13    | 15,43 | 5     |
|                     | SP 1/ sp.a-Spirit2 / sp.a3     | 16,681 | 13    | 14,241 | 12    | 16,202 | 14    | 12,103 | 8     | 9,03  | 3     |
|                     | Agalev1 / Groen!2 / Groen3     | 8,591  | 6     | 9,661  | 8     | 8,492  | 7     | 9,603  | 7     | 15,13 | 6     |
|                     | UF                             | 7,11   | 5     | 6,91   | 6     | 7,95   | 6     | 7,10   | 5     | 5,4   | 2     |
|                     | Vlaams Blok1 / Vlaams Belang1  | 9,021  | 6     | 11,991 | 10    | 18,222 | 15    | 6,702  | 5     | 8,62  | 3     |
|                     | PVDA1 / PVDA+2                 | 0,701  | 0     | 0,591  | 0     | 0,322  | 0     | 1,202  | 0     | 2,31  | 0     |
|                     | N-VA                           | -      |       | -      |       | -      |       | 25,80  | 19    | 25,3  | 10    |
|                     | VU1 / VU&ID2                   | 6,801  | 5     | 6,672  | 5     | -      |       | -      |       | -     |       |
|                     | Vivant                         | -      |       | 1,51   | 0     | -      |       | -      |       | -     |       |
|                     | ROSSEM                         | 0,29   | 0     | -      |       | -      |       | -      |       | -     |       |
|                     | W.O.W.                         | 1,52   | 0     | -      |       | -      |       | -      |       | -     |       |
|                     | Anderen(*)                     | 1,71   |       | -      |       | 0,27   |       | 1,20   |       | 1,2   |       |
| Opkomst             | Opkomst                        | 93,15  | 93,15 | 92,52  | 92,52 | 94,00  | 94,00 | 91,14  | 91,14 | 92,32 | 92,32 |
| Blanco/ongeldig     | Blanco/ongeldig                | 8,31   | 8,31  | 5,37   | 5,37  | 5,94   | 5,94  | 5,69   | 5,69  | 6,25  | 6,25  |

#### Federale Verkiezingen
Pas sinds het Vlinderakkoord in 2012, waarbij het Arrondissement Brussel-Halle-Vilvoorde definitief werd gesplitst, werd Vlaams-Brabant een provinciale kieskring, met name kieskring Vlaams-Brabant. Pas in 2014 werden hier voor het eerst op dit niveau Kamerverkiezingen gehouden.

##### Kamerverkiezingen sinds 2014
| Partij of kartel    | Partij of kartel    | 2014  | 2014  | 2019  | 2019  |
| % Stemmen \| Zetels | % Stemmen \| Zetels | %     | 15    | %     | 15    |
| ------------------- | ------------------- | ----- | ----- | ----- | ----- |
|                     | N-VA                | 28,37 | 5     | 28,08 | 5     |
|                     | Open Vld            | 25,05 | 4     | 15,39 | 3     |
|                     | CD&V                | 16,53 | 3     | 13,73 | 2     |
|                     | Vlaams Belang       | 4,25  | 0     | 13,46 | 2     |
|                     | Groen               | 8,70  | 1     | 11,83 | 2     |
|                     | sp.a                | 11,96 | 2     | 9,47  | 1     |
|                     | PVDA+               | 1,86  | 0     | 4,78  | 0     |
|                     | FDF → DéFI          | 2,27  | 0     | 2,04  | 0     |
|                     | ROSSEM              | 0,28  | 0     | -     | -     |
|                     | Anderen(*)          | 0,72  |       | 1,23  |       |
| Opkomst             | Opkomst             | 87,60 | 87,60 | 88,22 | 88,22 |
| Blanco/ongeldig     | Blanco/ongeldig     | 4,77  | 4,77  | 4,82  | 4,82  |

 (*)2014: BUB-Belg.Unie (0,38%), PP (0,34%) /2019: BUB Belgische Unie (0,65%), PRO (0,58%) 

## Economie

### Scholingsgraad
Van de 25- tot 34-jarigen is in de provincie 12,4% laaggeschoold en 50,8% hooggeschoold. In de categorie 65- tot 74-jarigen is 70,9% laaggeschoold en 12,8% hooggeschoold. De werkloosheidsgraad van de actieve bevolking bedroeg in 2007 5%.

## Justitie

### Assisenhof
Per provincie wordt er een assisenhof georganiseerd. Het is een rechtscollege dat belast is met het vonnissen van misdaden, politieke delicten en drukpersdelicten (uitgezonderd diegene in verband met xenofobie en racisme). Een hof van assisen bestaat uit twee afzonderlijke organen, namelijk 'het hof', dat bestaat uit een voorzitter, raadsheer in het Hof van Beroep, en uit twee assessoren (bijzitters), rechters in de rechtbank van eerste aanleg en de jury. Deze volksjury van twaalf gezworenen wordt bij elk proces opnieuw samengesteld. Tegen de uitspraak of het arrest van een assisenhof kan men niet in beroep gaan. Wel kan men in geval van procedurefouten in cassatie gaan bij het Hof van Cassatie. Procureur-generaal is Marc de le Court van het gerechtelijk gebied Brussel.

### Structuur
| Gebied           | Europese Unie    | België           | België           | België           | België           | Brussel        | Vlaams-Brabant | Brussel Leuven              | Brussel Leuven              | 37                              |                                 |                                 |                                 |
| Sociaal recht    | Hof van Justitie | Hof van Cassatie | Hof van Cassatie | Hof van Cassatie | Hof van Cassatie | Arbeidshof     | Arbeidshof     | Arbeidsrechtbank            | Arbeidsrechtbank            | Arbeidsrechtbank                | Arbeidsrechtbank                | Arbeidsrechtbank                |                                 |
| Handelsrecht     | Hof van Justitie | Hof van Cassatie | Hof van Cassatie | Hof van Cassatie | Hof van Cassatie | Hof van Beroep | Hof van Beroep | Rechtbank van Koophandel    | Rechtbank van Koophandel    | Vredegerecht                    | Vredegerecht                    | Vredegerecht                    |                                 |
| Burgerlijk recht | Hof van Justitie | Hof van Cassatie | Hof van Cassatie | Hof van Cassatie | Hof van Cassatie | Hof van Beroep | Hof van Beroep | Rechtbank van eerste aanleg | Rechtbank van eerste aanleg | Vredegerecht / Politierechtbank | Vredegerecht / Politierechtbank | Vredegerecht / Politierechtbank | Vredegerecht / Politierechtbank |
| Strafrecht       | Hof van Justitie | Hof van Cassatie | Hof van Cassatie | Hof van Cassatie | Hof van Cassatie | Hof van Beroep | Assisenhof     | Rechtbank van eerste aanleg | Rechtbank van eerste aanleg | Vredegerecht / Politierechtbank | Vredegerecht / Politierechtbank | Vredegerecht / Politierechtbank | Vredegerecht / Politierechtbank |